# Trại Bù Đốp
Trại Bù Đốp (còn gọi là Trại Biệt kích Bù Đốp) là căn cứ cũ của Quân đội Mỹ và Quân lực Việt Nam Cộng hòa (QLVNCH) ở quận Bù Đốp, tỉnh Phước Long gần biên giới Việt Nam Cộng hòa và Campuchia.

## Lịch sử
Căn cứ này nằm cách Lộc Ninh khoảng 33 km về phía đông bắc và cách Trại căn cứ Sông Bé khoảng 28 km về phía tây bắc và cách biên giới Campuchia khoảng 5 km. Biệt đội A-341 thuộc Liên đoàn 5 Biệt kích quân Mỹ đã đặt chân đến nơi đây nhằm thiết lập cứ điểm này vào tháng 11 năm 1963.:106:187
Đêm ngày 20 rạng sáng ngày 21 tháng 7 năm 1965, hai tiểu đoàn Quân Giải phóng miền Nam Việt Nam (QGPMNVN) tấn công trại. Lúc rạng sáng, 3 đại đội Dân sự chiến đấu đến từ Trại Bù Gia Mập tới bảo vệ trại này. QGPMNVN có 161 người chết.:106–8
Người Mỹ đã bàn giao căn cứ này cho Tiểu đoàn 97 Biệt động quân Biên phòng QLVNCH vào ngày 31 tháng 12 năm 1970.:187
Sau ngày 30 tháng 4 năm 1975, căn cứ này được chính quyền địa phương chuyển đổi thành đất nông nghiệp.